# Achille Emana
Achille Emana Edzimbi, né le 5 juin 1982 à Yaoundé, est un footballeur international camerounais. Il évolue au poste de milieu offensif.

## Biographie
Achille Emana arrive au Toulouse Football Club en 2000 en provenance du club espagnol de Valence où il a été formé. Il intègre l'équipe réserve qui évolue en CFA pour la saison 2000-2001 et inscrit deux buts en sept matchs. C'est un international camerounais qui contribue à la double remontée historique du TFC et au titre de champion de France de deuxième division. Ce joueur très athlétique est le fer de lance de l'équipe toulousaine jusqu'à la fin de saison 2005-2006, époque où il est alors pas mal critiqué. Son repositionnement dans l'axe lui redonne ses titres de noblesse dans l'équipe du Téfécé. Avec le Suédois Johan Elmander et Fodé Mansaré il constitue l'âme du TFC lors de la saison 2006-2007. Auteur de huit buts et trois passes décisives, il réalise ainsi sa meilleure saison avec les « Pitchouns ». En 2017, à l'occasion des 80 ans du Toulouse Football Club, il est élu dans l'équipe de légende toulousaine sur le site internet du club.
En juillet 2008, après de longues tractations, il s'engage pour cinq saisons au Betis Séville. On parle d'un montant d'environ 7 millions d'euros pour son départ en Espagne. Malgré la saison difficile du Betis, Emana parvient à réaliser une bonne saison et devient le meneur de jeu du club andalou. La fin de saison est douloureuse pour Achille Emana, son club, le Betis Séville termine 18e de la Liga et est relégué en deuxième division après le nul 1-1 concédé sur son terrain face à Valladolid. 
Le 11 août 2011, il signe à Al-Hilal un contrat de quatre saisons. Le transfert est évalué à 4,5 M€. Après avoir perdu sa place de titulaire, il est prêté pour 6 mois au club de Al-Ahli Dubaï en janvier 2012, avant d'y être définitivement transféré.
Il a cependant de grosses difficultés à s'imposer en sélection nationale face à des joueurs comme Alioum Saidou, Jean II Makoun ou encore Modeste M'Bami. Cette situation dure jusqu'à l'arrivée au poste de sélectionneur d'Otto Pfister qui le relance et le retient pour la CAN 2008. Paul Le Guen, qui prend en 2009 le poste d'entraîneur de l'équipe nationale, utilise un temps Emana comme meneur de jeu, mais ne le titularise qu'une seule fois pour la Coupe du monde 2010.
En octobre 2018, après un passage au Mumbai City FC, il rejoint Gerena en quatrième division espagnole.

## Palmarès

### En club
Toulouse FC
- Champion de France de Ligue 2 en 2003

 Betis Séville
- Champion de Liga Adelante en 2011

 Cruz Azul
- Vainqueur de la Ligue des champions de la CONCACAF en 2014

### En sélection
- Finaliste de la Coupe des confédérations en 2003
- Finaliste de la Coupe d'Afrique des nations en 2008